# Resolution 674 des UN-Sicherheitsrates
Die Resolution 674 des UN-Sicherheitsrates ist eine Resolution, die der Sicherheitsrat der Vereinten Nationen in seiner 2951. Sitzung am 29. Oktober 1990 einstimmig beschloss. Unter Hinweis auf die Resolutionen 660 (1990), 661 (1990), 662 (1990), 664 (1990), 665 (1990), 666 (1990), 667 (1990) und 670 (1990) zum Thema Irak verurteilt der Rat die anhaltende Situation im besetzten Kuwait nach der irakischen Invasion vom 2. August 1990 und bekräftigt das Ziel der internationalen Gemeinschaft, den internationalen Frieden und die internationale Sicherheit zu wahren.

## Inhalt
Die Resolution forderte zunächst, dass die irakischen Streitkräfte aufhören, Ausländer als Geiseln zu nehmen, sowie die Misshandlung kuwaitischer Staatsangehöriger unter Verletzung von Entscheidungen des Rates, der Vierten Genfer Konvention und des Völkerrechts, und forderte die Staaten auf, Informationen über Verstöße gegen sie zu sammeln und diese Informationen dem Rat zur Verfügung zu stellen. Er forderte den Irak auch auf, seinen Verpflichtungen aus dem Wiener Übereinkommen über diplomatische Beziehungen und konsularische Beziehungen nachzukommen, nachdem die diplomatischen Vertretungen einiger Länder von irakischen Streitkräften übernommen wurden, und forderte den Irak auf, Ausländern und diplomatischen Vertretern die Ausreise zu gestatten. Der Rat ersuchte Irak ferner, seine Aufhebung der diplomatischen Immunität und die Schließung von Botschaften im besetzten Kuwait aufzuheben.
In Bezug auf humanitäre Fragen wurde in der Resolution 674 bekräftigt, dass der Irak den Zugang zu Nahrungsmitteln, Wasser und Grundversorgung für die Zivilbevölkerung Kuwaits sowie für Ausländer und diplomatisches Personal sicherstellen sollte. Der Rat erinnerte den Irak daran, dass es für alle Verluste, Schäden oder Verletzungen nach der Invasion in Kuwait und Drittstaaten sowie in den Staaten ihrer Staatsangehörigen und Unternehmen verantwortlich ist. Gleichzeitig wurden die Mitgliedstaaten in der Entschließung aufgefordert, Informationen über relevante Rückerstattungs- und Entschädigungsansprüche zu sammeln.
Der Rat stellte fest, dass der Rat bis zur Wiedererlangung der Unabhängigkeit Kuwaits mit der Angelegenheit befasst sein wird, und ersuchte den Generalsekretär Javier Pérez de Cuéllar, „seine guten Dienste in Anspruch zu nehmen“, weiterhin diplomatische Bemühungen zu unternehmen, um eine friedliche Lösung der Krise herbeizuführen und über die Entwicklungen Bericht zu erstatten.
Die Resolution 674 war die zehnte Resolution zum Konflikt und drohte bei Bedarf mit „weiteren Maßnahmen“. Es war die umfassendste Lösung des Konflikts in humanitären Fragen und wurde mit 13 zu keiner Stimme bei zwei Enthaltungen von Kuba und Jemen angenommen.